# J-Boats

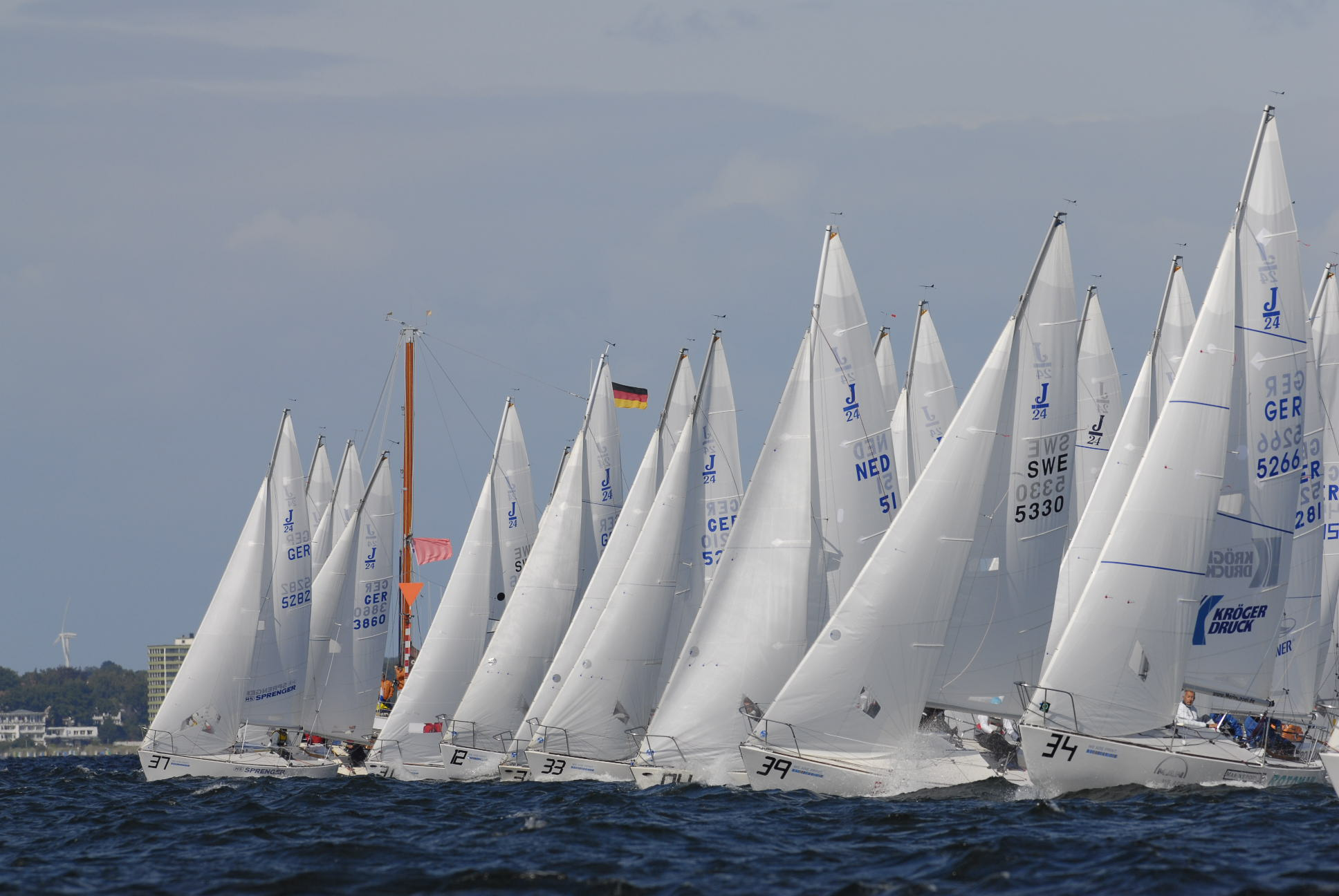
J/24-båtar

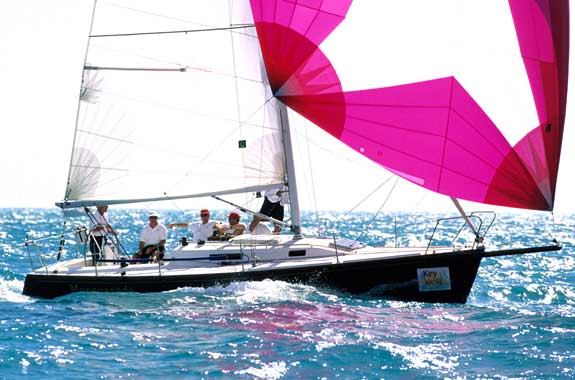
J/105

J-Boats är en amerikansk segelbåtstillverkare från Newport, Rhode Island, USA.

## Modeller
- J/22
- J/27
- J/29
- J/30
- J/24
- J/80
- J/92
- J/32
- J/33
- J/105
- J/108
- J/109
- J/35
- J/111
- J/120
- J/40
- J/42
- J/44